# 安卡拉凡茲卡國家公園
安卡拉凡茲卡國家公園（Parc national d'Ankarafantsika）是馬達加斯加的國家公園，位於該國西北部博愛尼區，距離馬哈贊加115公里，成立於1927年，佔地1,350平方公里，是129種鳥類的棲息地，當地居民以薩卡拉瓦人為主。

## 外部連結
- Wild Madagascar- Ankarafantsika （页面存档备份，存于）

16°9′S 46°57′E / 16.150°S 46.950°E